# Canton de Cormeilles
Le canton de Cormeilles est une ancienne division administrative française située dans le département de l'Eure et la région Haute-Normandie.
Le canton est absorbé dans le canton de Beuzeville. 

## Géographie
Ce canton était organisé autour de Cormeilles dans l'arrondissement de Bernay. Son altitude variait de 55 m (Saint-Pierre-de-Cormeilles) à 181 m (Épaignes) pour une altitude moyenne de 143 m.
Le territoire du canton se partageait entre le pays d'Auge (vallée de la Calonne) et le plateau du Lieuvin.
La totalité du canton de Cormeilles fait partie de l'appellation d'origine contrôlée « calvados » (décret du 31 décembre 1997).

## Histoire

### Conseillers d'arrondissement (de 1833 à 1940)
Le canton de Cormeilles appartenait à l'arrondissement de Pont-Audemer jusqu'à sa disparition en 1926.
| Période                                  | Période      | Identité                                              | Étiquette                | Qualité |
| ---------------------------------------- | ------------ | ----------------------------------------------------- | ------------------------ | --- |
| 1833                                     | 1839         | M. Léger dit Marguerin                                |                          | Maire d'Épaignes                                                                                            |
| 1839                                     | 1864         | M. Signol                                             |                          | Juge de paix du canton de Cormeilles                                                                        |
| 1864                                     | 1877         | Jacques David                                         |                          | Notaire, propriétaire à Cormeilles                                                                          |
| 1877                                     | 1897         | Isidore Touflet-Dumesnil                              | Monarchiste              | Maire de Cormeilles                                                                                         |
| 1897                                     | 1904         | Émile Touflet-Dumesnil (fils du précédent, 1844-1904) | Libéral Monarchiste      | Conseiller municipal de Cormeilles                                                                          |
| 1904                                     | 1925         | Jacques David                                         | Républicain progressiste | Ancien notaire, propriétaire à Cormeilles                                                                   |
| 1925                                     | 1931 (décès) | Pierre-Arthur Daufresne                               | RG                       | Propriétaire et cultivateur à Saint-Pierre-de-Cormeilles                                                    |
| 1931                                     | 1937         | Léon-Georges Lesuffleur                               | Union nationale          | Propriétaire et cultivateur à Saint-Sylvestre-de-Cormeilles                                                 |
| 1937                                     | 1940         | François-Eugène Lefort                                | Républicain              | Instituteur en retraite à Cormeilles                                                                        |
| 1940                                     |              |                                                       |                          | Les conseils d'arrondissement ont été suspendus par la loi du 12 octobre 1940 et n'ont jamais été réactivés |
| Les données manquantes sont à compléter. |              |                                                       |                          | |

### Conseillers généraux de 1833 à 2015
| Période | Période          | Identité                                         | Étiquette              | Qualité |
| ------- | ---------------- | ------------------------------------------------ | ---------------------- | --- |
| 1833    | 1836             | Benoist Guillaume Piédelièvre                    |                        | Maire de Saint-Sylvestre |
| 1836    | 1839             | M. Delaittre                                     |                        | Propriétaire à Pont-Audemer |
| 1839    | 1848             | Michel Hébert                                    | Majorité ministérielle | Avocat général à la Cour de cassation Député (1834-1848) Propriétaire du Château de Saint-Gervais à Asnières                                                        |
| 1848    | 1852 (démission) | M. Moisant                                       |                        | Propriétaire, avocat, Commissaire du gouvernement au Tribunal de première instance à Pont-Audemer Démissionne par refus de prêter serment à l'Empereur Napoléon III |
| 1852    | 1869 (décès)     | Raymond-Théodore Troplong                        | Bonapartiste           | Magistrat - Sénateur (1852-1869) Président du Sénat (1858-1869) Premier Président de la Cour de cassation Membre du Conseil privé de l'Empereur Napoléon III        |
| 1869    | 1871             | Edouard Troplong (frère du précédent, 1798-1875) | Bonapartiste           | Président honoraire à la Cour Impériale de Bordeaux L'élection de 1869 a été annulée, E.Troplong a été réélu en 1870.                                               |
| 1871    | 1892 (décès)     | Émile Hébert (1833-1892)                         | Droite                 | Propriétaire à Saint-Gervais-d'Asnières |
| 1892    | 1904             | Louis Jean-Marie Leprieur                        | Républicain            | Propriétaire cultivateur à Cormeilles |
| 1904    | 1905 (décès)     | Emile Touflet-Dumesnil                           | Républicain            | Conseiller municipal de Cormeilles Conseiller d'arrondissement |
| 1905    | 1919             | Alfred Thiron                                    |                        | Notaire |
| 1919    | 1940             | André Thiron (fils du précédent, 1878-1972)      | URD                    | Notaire à Cormeilles Maire de Cormeilles (1919-1931) Nommé conseiller départemental en 1943                                                                         |
|         |                  |                                                  |                        | |
| 1945    | 1955             | André Thiron                                     | RPF puis DVD           | Maire de Cormeilles (1944-1953) |
| 1955    | 1967             | M. Letellier                                     | DVG puis DVD           | |
| 1967    | 1973             | François Thiron                                  | DVD                    | Notaire Maire de Cormeilles (1971-1898) |
| 1973    | 1979             | M. Beckaert                                      | DVD                    | |
| 1979    | 1992             | François Thiron                                  | UDF                    | Maire de Cormeilles (1971-1998) |
| 1992    | 2004             | Hervé Morin                                      | UDF                    | Administrateur à l'Assemblée nationale Député (1998-2007) Maire d'Épaignes (1995-2016)                                                                              |
| 2004    | 2011             | M. Myrtil Viquesnel                              | DVD                    | Cultivateur Maire d'Asnières |
| 2011    | 2014 (démission) | Hervé Morin                                      | NC-UDI                 | Ancien ministre de la défense Député Maire d'Épaignes |
| 2014    | 2015             | Mme Claude Hamon                                 | NC-UDI                 | Suppléante d'Hervé Morin, Cormeilles |

## Composition
Le canton de Cormeilles regroupait onze communes et comptait 4 613 habitants (recensement de 1999 sans doubles comptes).
| Nom                           | Code Insee | Intercommunalité       | Superficie (km2) | Population (dernière pop. légale) | Densité (hab./km2) |
| ----------------------------- | ---------- | ---------------------- | ---------------- | --------------------------------- | ------------------ |
| Cormeilles (chef-lieu)        | 27170      | CC Lieuvin Pays d'Auge | 3,05             | 1 156 (2014)                      | 379                |
| Asnières                      | 27021      | CC Lieuvin Pays d'Auge | 8,14             | 311 (2014)                        | 38                 |
| Bailleul-la-Vallée            | 27035      | CC Lieuvin Pays d'Auge | 4,67             | 125 (2014)                        | 27                 |
| Le Bois-Hellain               | 27071      | CC Lieuvin Pays d'Auge | 3,20             | 230 (2014)                        | 72                 |
| La Chapelle-Bayvel            | 27146      | CC Lieuvin Pays d'Auge | 4,84             | 399 (2014)                        | 82                 |
| Épaignes                      | 27218      | CC Lieuvin Pays d'Auge | 26,10            | 1 529 (2014)                      | 59                 |
| Fresne-Cauverville            | 27269      | CC Lieuvin Pays d'Auge | 6,15             | 209 (2014)                        | 34                 |
| Morainville-Jouveaux          | 27415      | CC Lieuvin Pays d'Auge | 15,39            | 380 (2014)                        | 25                 |
| Saint-Pierre-de-Cormeilles    | 27591      | CC Lieuvin Pays d'Auge | 17,29            | 609 (2014)                        | 35                 |
| Saint-Siméon                  | 27603      | CC Lieuvin Pays d'Auge | 7,49             | 324 (2014)                        | 43                 |
| Saint-Sylvestre-de-Cormeilles | 27605      | CC Lieuvin Pays d'Auge | 9,50             | 235 (2014)                        | 25                 |

## Démographie
| 1962  | 1968  | 1975  | 1982  | 1990  | 1999  | 2006  | 2011  | 2012  |
| ----- | ----- | ----- | ----- | ----- | ----- | ----- | ----- | ----- |
| 4 450 | 4 410 | 4 162 | 4 169 | 4 286 | 4 613 | 4 947 | 5 298 | 5 361 |